# Барщевский, Леонид Петрович
Леонид (Ляво́н) Петрович Барщевский (Борщевский; бел. Леанід (Лявон) Пятровіч Баршчэўскі; род. 4 марта 1958) — белорусский филолог, переводчик, общественный деятель и политик, экс-председатель Партии БНФ и ОО БНФ Возрождение. Кандидат филологических наук.

## Общественная и литературно-переводческая деятельность
Леонид Барщевский родился 4 марта 1958 года в городе Полоцк Витебской области. В 1975 г. поступил в Минский педагогический институт иностранных языков на специальность немецкого и английского языка. Работал преподавателем немецкого и английского языков в родной школе № 10 Полоцка, потом в Новополоцком политехническом институте.
В 1987 г. — окончил аспирантуру при Минском пединституте иностранных языков, получил степень кандидата филологических наук.
В 1985 году Лявон Барщевский вместе с Сергеем Шупой создал в Минске клуб молодых переводчиков «Вавилон».
Переводил Эсхила, Софокла, Еврипида, Аристофана, Петрарку, Ронсара, Кохановского, Канта, Гёте, Гельдерлина, Китса, Эминеску, Гамсуна, Кавафиса, Выспяньского, Кафку, Брехта, Ленау, Бёлля и многих других авторов.
Согласно собственному признанию, поэзию переводил более чем с тридцати языков, а прозу — более чем с десяти. Бегло разговаривает на семи языках.
Барщевский был редактором серии «Biblioteka bialoruska», которая начала выходить в 2006 году во Вроцлаве в Коллегиуме Восточной Европы. В серии увидели свет книги: «Рукопожатие душ» Василя Быкова и Рыгора Бородулина, двуязычная книга Андрея Хадановича «Праздник Нового года», книга Владимира Арлова «Любовник Её Величества», сборник избранной поэзии Алеся Рязанова «Лесная дорога», книга Светланы Алексиевич «Цинковые мальчики», антология белорусской поэзии XV—XX веков «Не склонял головы перед силой…» и др.
Барщевский — основатель и заместитель директора Белорусского гуманитарного лицея, который был закрыт властями в 2003, а сейчас функционирует в статусе белорусского отделения Международной школы в Гданьске (Польша).

## Политическая деятельность
В 1990—1995 гг. Барщевский был депутатом Верховного Совета XII созыва, входил в состав парламентской оппозиции БНФ. Был членом комиссии в вопросах образования, культуры и сохранения исторического наследия, а также членом комиссии в международных делах и внешнеэкономической деятельности.
С 1995 г. — заместитель председателя Белорусского народного фронта «Возрождение», в 1996—1999 гг. — исполнял обязанности председателя партии после эмиграции Зенона Позняка. После раскола партии в 1999 г. стал советником председателя Партии БНФ Винцука Вечерки.
На 10 съезде Партии БНФ в декабре 2007 г. Лявон Барщевский был выбран председателем Партии. В 2009 г. по результатам следующего съезда его сменил Алексей Янукевич. В 2011 г. Барщевский вместе с группой соратников вышел из рядов Партии БНФ.

## Избранная библиография
- «На шалях праўды: Выбраная лірыка». Б. Брехт. Перевод, 1988.
- «Танга». Перевод пьесы С. Мрожека; пост. в 1989.
- «Зірні ў паток». Н. Ленау. Перевод, 1992.
- «Літаратура народаў свету. 8 кл.». Составление, 1992,
- «Прыкуты Праметэй». Эсхил. Перевод, 1993.
- «Більярд а палове дзясятай: Раман, апавяданні». Г. Бёлль. Перевод, 1993,
- «Дон Карлас». Ф. Шиллер. Перевод, 1993,
- «Пры зачыненых дзвярах: Драматычныя творы». Составление, перевод произведений С. Беккета, Ф. Дюрренматта, В. Гавела, 1995,
- «Літаратура народаў свету. 9 кл., частка І». Составление, 1995,
- «Літаратура народаў свету. 10 кл.». Составление, 1995,
- «Прысуд: Апавяданні і мініяцюры». Ф. Кафка. Перевод, 1996,
- «Літаратура народаў свету: ХХ стагоддзе. 11 клас». Составление (с Е. Леоновой), 1999,
- «Пакуты маладога Вертэра». И. В. Гёте. Перевод, 1999,
- «Усе нашы дзеці з Булербю». А. Линдгрен. Перевод, 2000,
- «Літаратура ад старажытнасці да пачатку эпохі рамантызму: Папулярныя нарысы», 2003,
- «Гісторыкі і ўлада». Р. Линднер. Перевод, 2003,
- «Норвежско-русский, русско-норвежский словарь». Составление (c Ю. Железко и А. Нурданг), 2004,
- «Штодзённасць за лініяй фронту». Б. Кьяри. Перевод, 2005,
- «Беларуская літаратура і свет: Папулярныя нарысы». (С П. Васюченко и М. Тычиной), 2006. ISBN 978-985-448-065-8,
- «Пралегомены да любой будучай метафізікі». И. Кант. Перевод, 2006. ISBN 978-985-6783-13-5,
- «Беларуская літаратура і свет: Выбраныя тэксты». Составление, перевод (частично), 2006. ISBN 978-985-448-066-6,
- «Качка-дзівачка: Анталогія польскай паэзіі ХІХ-ХХ ст. для дзяцей». Составление (с В. Сивчиковым), Перевод (частично), 2006. ISBN 978-985-448-068-2,
- «Nie chyliłem czoła przed mocą: Antologia poezji białoruskiej XV-ХХ w.». Составление (с А. Поморски), предисл, 2007. ISBN 978-83-89185-65-5,
- «Słownik białorusko-łacińsko-europejski», 2007. ISBN 978-83-89185-87-7,
- «Еўраслоўнік: 28 моў, каля 100 тыс. адзінак Переводу», 2008. ISBN 978-985-448-080-0,
- «Кароткая граматыка латышскай мовы». (С А. Гуцевым), 2008. ISBN 978-985-448-103-6,
- «Кароткая граматыка польскай мовы», 2008. ISBN 978-985-448-087-9,
- «Маральны трактат». Ч. Милош. Перевод, 2008,
- «Эдып-цар». Софокл. Перевод, 2009.
- «Кароткая граматыка нідэрландскай мовы». (С Ю. Железко), 2009. ISBN 978-985-448-103-6,
- «Беларуска-нямецкі слоўнік». Составление, редакция (С Н. Курьянко и Т. Вайлером), 2010 ISBN 978-985-6783-98-5,
- «Тамерлан». Э. А. По. Перевод, 2011,
- «Паэтычны трактат». Ч. Милош. Перевод, 2011,
- «Беларуска-польскі размоўнік-даведнік», 2011. ISBN 978-985-448-114-2,
- «Кароткая граматыка нямецкай мовы». (С Е. Беласиным), 2012. ISBN 978-985-448-115-9,
- «Медэя». Еврипид. Перевод, 2012,
- Польска-беларускі тэматычны слоўнік для школьнікаў і студэнтаў = Polsko-białoruski słownik tematyczny dla uczniów i studentów. Составление, 2012. ISBN 978-985-6992-26-4,
- «Архіў, 1863». Ю. Вайчюнайте. Перевод, 2013,
- «Вяселле», «Варшавянка». С. Выспяньский. Перевод, 2014. ISBN 978-985-6992-40-0,
- «Мудрость слова. Сквозь века и народы: Десятиязычный словарь фразеологических эквивалентов». Составление (с Н. Гончаровой, А. Цисыком, И. Щербаковай, Е. Коршук и др.), 2014. ISBN 978-985-08-1754-9, 2-е испр. изд. 2015. ISBN 978-985-08-1844-7,
- «Словы ў часе: Літаратура ад рамантызму да сімвалізму і нашаніўскага адраджэння». (С П. Васюченко и М. Тычиной), [ 2014. ISBN 978-5-94716-255-4,
- «Жыццё ў праўдзе: Эсэ і прамовы». В. Гавел. Вступит. слово, 2014. ISBN 978-609-95632-6-8,
- Беларуска-польскі тэматычна-тэрміналагічны слоўнік = Białorusko-polski słownik tematyczno-terminologiczny. Составление, 2014. ISBN 978-985-6992-58-5,
- «Снег». С. Пшибышевский. Перевод, 2015,
- «Словы ў часе і прасторы: Літаратура апошняга стагоддзя». (С П. Васюченко и М. Тычиной), 2015. ISBN 978-985-6992-77-6,
- «І боль, і прыгажосць. Выбраныя творы паэтаў Еўропы і Амерыкі ў перакладах Лявона Баршчэўскага» (избранные переводы поэзии). 2016. ISBN 978-985-6992-86-8,
- «Песні». Сапфо. Перевод, 2016. ISBN 978-985-7164-01-1,
- «Выбраныя песні з „Канцаньерэ“». Ф. Петрарка. Перевод, 2016. ISBN 978-985-7164-06-6,
- «Выбранае». П. де Ронсар. Перевод. (С Н. Матяш и З. Коласом), 2016. ISBN 978-985-7164-02-8,
- «Выбраная паэзія». И. В. Гёте. Перевод. (С В. Сёмухой), 2016. ISBN 978-985-7164-04-2,
- «Выбраная паэзія». Ф. Гельдерлин. Перевод, 2016. ISBN 978-985-7164-27-1,
- «Выбраныя вершы». Г. Аполлинер. Перевод. (С А. Хадановичем, В. Ленкевичем, А. Янкута, Е. Мациевской, З. Коласом), 2016. ISBN 978-985-7164-30-1,
- «Выбранае». Дж. Китс. Перевод. (С Р. Бородулиным, И. Кребсом, А. Янкута, Е. Мациевской, 2017. ISBN 978-985-7164-33-2,
- «Голад». К. Гамсун. Перевод, 2017. ISBN 978-985-7165-10-0,
- «Выбраная паэзія». Я. Врхлицкий. Перевод, 2017. ISBN 978-985-7164-49-3,
- «Пад вольным небам: Выбраныя вершы». Т. Транстремер. Перевод части произведений, составление, редакция переводов, 2017. ISBN 978-985-7164-56-1,
- «Выбранае». К. Кавафис. Перевод, 2017. ISBN 978-985-7164-43-1,
- «Чужое каханне наступстваў не бачыць». Ф. У. Радзивилл. Перевод либретто оперы, 2017. ISBN 978-985-7185-04-7,
- «Гісторыя Латвіі». И. Бутулис, А. Зунда. Редакция и перевод части текста, 2017. ISBN 978-985-7164-60-8,
- «Выбраная лірыка». Х. Р. Хименес. Перевод. (С Р. Бородулиным, Я. Лапаткам), 2017. ISBN 978-985-7164-62-2,
- «Выбраная паэзія». Х. Н. Бялик. Перевод. (С Р. Бородулиным), 2017. ISBN 978-985-7164-65-3,
- «Словы і вобразы: Літаратура і мастацтва ад старажытнасці да канца XVIII ст.». Ч. І. 2017. ISBN 978-985-7164-67-7,
- «Выбраная паэзія». М. Эминеску. Пераклад, (С Р. Бородулиным і К. Коракс), 2017. ISBN 978-985-7164-33-2,
- «Тэорыі літаратуры ХХ ст.». А. Бужиньска, М. П. Марковски. Научная редакция перевода, 2017. ISBN 978-985-7136-66-7,
- «Баладына». Ю. Словацкий. Перевод, предисл., коммент. 2018. ISBN 978-985-7164-86-8,
- «Выбраная лірыка». Г. Тракль. Перевод. (С В. Сёмухой), 2018. ISBN 978-985-7164-61-5,
- «Словы і вобразы: Літаратура і мастацтва ад старажытнасці да канца XVIII ст.». Ч. ІІ. 2018. ISBN 978-985-23-0004-9,
- «Пігмаліён». Б. Шоу. Перевод (С В. Полупановым), коммент. 2018. ISBN 978-985-23-0005-6,
- Т. С. Эллиот. «Парожнія людзі». Перевод, 2018,
- «Выбраныя вершы». У. Саба. Перевод, 2018. ISBN 978-985-23-0020-9,
- «Гісторыя Расіі ад Сярэднявечча да сучаснасці. Нарысы». (С О. Трусовым, А. Ходыко), 2018. ISBN 978-985-23-0012-4,
- «Выбраная лірыка». А. Мицкевич. Перевод. (С И. Богданович, С. Минскевичем и др.), 2018. ISBN 978-985-0031-5,
- «Узлёт Артура Уі, які можна было спыніць». Б. Брехт. Предисл., коммент., 2019. ISBN 978-985-23-0036-0,
- «Выбраная лірыка». Ду Фу. Перевод, 2019. ISBN 978-985-23-0044-5,
- «Выбраная лірыка». Эрлинг Киттельсен. Перевод, 2019. ISBN 978-985-23-0047-6,
- «Выбранае». У. Блейк. Перевод (С В. Ленкевичем, А. Янкута и др., 2019. ISBN 978-985-23-0046-9,
- «Выбраныя вершы». Т. Венцлова. Перевод. (С А. Хадановичем, А. Рязановым, А. Мінкіным, В. Вечерко), 2019. ISBN 978-985-23-0053-7,
- «Песні і фрагменты». Анакреонт. Перевод, 2019. ISBN 978-985-23-0069-8,
- «Выбраная лірыка». Гуннар Экелёф. Перевод, 2019. ISBN 978-985-23-0068-1,
- «Уводзіны з філасофію». Составление (С П. Барковским, А. Сидоревичем), перевод части текстов, 2019. ISBN 978-985-23-0075-9,
- «Вершы і фрагменты». Архилох. Перевод, 2019. ISBN 978-985-23-0078-0,
- «Сакральная паэзія». Энхедуанна. Перевод (С Ю. Тимофеевой), 2019. ISBN 978-985-0079-7,
- «Выбранае». Ф. Пессоа. Перевод (С Ю. Тимофеевой, Е. Мациевской, А. Хадановичем, А. Янкута, И. Кребсом), 2019. ISBN 978-985-23-0084-1,
- «Выбраная паэзія». М. Эминеску. Иллюстр. изд. (рук. проекта Елена Зейбек). Перевод, (С Р. Бородулиным и К. Коракс), 2020. ISBN 978-985-23-0087-2,
- «Выбраныя песні». Дж. Леопарди. Перевод. (З О. Данильчик), 2020. ISBN 978-985-0089-6,
- «Старагрэцкая драматургія». Сост., перевод (с Ю. Дрейзиным), коммент., 2020. ISBN 978-985-0088-9,
- «Выбраная паэзія». Стейн Стейнар. Перевод, 2020. ISBN 978-985-23-0100-8,
- «Выбраная паэзія». Назым Хикмет. Перевод, 2020. ISBN 978-985-23-0114-5,
- «Выбраная паэзія». Тин Уевич. Перевод. (С С. Шуппо), 2020. ISBN 978-985-23-0116-9,
- «Выбраныя творы». Том 1. «Працэс»: роман. Ф. Кафка. Перевод, 2020. ISBN 978-985-23-0131-2,
- «Выбраныя творы». Том 2. «Ператварэнне»: рассказы. Ф. Кафка. Перевод, 2020. ISBN 978-985-23-0132-9